# بچه‌های مدرسه والت
بچه‌های مدرسه والت با نام اصلی مدرسه عشق: قصهٔ دل (به ژاپنی: 愛の学校クオレ物語, Ai no Gakkō Kuore Monogatari) (به انگلیسی: School of Love: Heart`s Story) یک مجموعه تلویزیونی انیمهٔ ژاپنی است که بر پایه رمان «قلب» نوشته یکی از مشهورترین نویسندگان ایتالیایی بنام ادموندو ده آمیچیس ساخته شد.
این مجموعهٔ ۲۶ قسمتی در سال ۱۹۸۱ توسط استودیو نیپون انیمیشن و به کارگردانی ایجی اوکابه ساخته شد. موسیقی اصلی توسط کاتسوهیسا هاتوری و یاسوشی آکوتاگاوا ساخته‌‌شد. موسیقی تیتراژ، در تلویزیون جمهوری اسلامی ایران تغییر داده‌شد. در بخشی از قسمت چهارم مجموعه، موسیقی متنی پخش می‌شود و نوازنده‌ای خیابانی را در حال نواختن آکوردئون نشان می‌دهد. اندکی بعد، پدر و مادر انریکو با رقصی والس‌گونه این موسیقی را همراهی می‌کنند. این قطعه در پخش تلویزیونی ایران سانسور می‌شود اما موسیقی متن آن، به عنوان موسیقی تیتراژ به‌کار می‌رود. با این‌حال، از این‌که آیا موسیقی استفاده‌شده توسط سازندگان ژاپنی، اقتباس یا بخشی از موسیقی فولکلور ایتالیاست، اطلاعی در دست نیست.
این پویانمایی در ایران در دهۀ شصت از شبکه یک پخش شد.

## داستان
داستان دربارۀ بچه‌های مدرسه‌ای در تورین ایتالیا است و زمان آن به سال ۱۸۸۲ بازمی‌گردد. معلم کلاس عوض می‌شود و آقای پربونی با آن عینک یک‌چشمی و خط‌های پیشانی‌اش که خیلی خشک و عصا قورت‌داده به نظر می‌رسد، به جای خانم دل‌گارچی به کلاس می‌آید. از موقعی که آقای پربونی شروع می‌کند و قصه‌های اندوهگین و عبرت‌آموزش را سر کلاس برای بچه‌ها تعریف می‌کند، همه از این‌رو به آن‌رو می‌شوند، به جز فرانچی. اما آقای پربونی ول‌کن معامله نیست، او که با گفتن هر داستان، باعث می‌شود هر کدام از بچه‌ها به طریقی با قهرمان داستانش هم‌ذات‌پنداری کنند و به پهنای صورت اشک بریزند، آنقدر میان داستان‌هایش می‌گردد تا بالاخره یک قهرمان (ضدقهرمان) مشابه فرانچی می‌یابد و او را به زانو درمی‌آورد. راوی داستان‌های هر قسمت، انریکو است؛ یکی از بچه‌های خانواده‌دار و متشخص که خانواده او از وضع مالی نسبتاً خوبی برخوردارند؛ او وقایع را در دفتر خاطراتش ثبت می‌کند و در واقع، نتیجه‌گیری اخلاقی پایان هر داستان، از زبان او است.

رمان «قلب» (Cuore / Heart) که منبع اقتباس این انیمه است در سال ۱۸۸۶ توسط اِدموندو دِ آمیچیز (۱۸۶۴–۱۹۰۸)، رمان‌نویس ایتالیایی نوشته شده و موفقترین و محبوبترین رمان او به شمار می‌آید که شهرتی جهانی پیدا کرد. سری کارتونی که در تلویزیون ایران با نام «بچه‌های مدرسه والت» نشان داده شد، محصول کمپانی نیپون است که سال ۱۹۸۱ ساخته شده و شبکۀ TBS آن را پخش کرده‌است.

## شخصیت‌ها و برخی صداپیشگان
- انریکو با صدای «مینو غزنوی»
- پدر انریکو با صدای «علی محمد اشکبوس» و «بهرام زند»
- مادر انریکو با صدای «ایران بزرگمهری راد»
- دیروسی (ارنستو دیروسی) با صدای «مریم شیرزاد»
- گالونی با صدای «فریبا شاهین مقدم»
- روبتی (جولیو روبتی) با صدای «آزیتا یاراحمدی»
- نینو (برادر کوچکتر انریکو) با صدای «نوشابه امیری»
- فرانچی با صدای «مهوش افشاری»
- گاروفی
- آنتونیو لبوکر
- نروری
- کروسی
- کازی با صدای ناهید امیریان شمس‌آبادی
- سیلویا (خواهر انریکو) با صدای «آزیتا یاراحمدی» (برخی جاها «شیوا گورانی»)
- آقای پربونی (معلم) با صدای «پرویز نارنجی‌ها»
- خانم دلگارچی (معلم) با صدای «آزیتا لاچینی»